# Stibaera drucei
Stibaera drucei är en fjärilsart som beskrevs av Max Wilhelm Karl Draudt och M.Gaede 1944. Stibaera drucei ingår i släktet Stibaera och familjen nattflyn. Inga underarter finns listade i Catalogue of Life.